# 2011年匈牙利大奖赛
2011年匈牙利大奖赛是2011年世界一级方程式锦标赛第11站赛事，正赛在同年7月31日于匈格罗宁赛道举行。红牛车队的德国车手塞巴斯蒂安·维特尔获得杆位；迈凯伦车队的英国车手简森·巴顿在正赛中获得冠军。